# Agnello

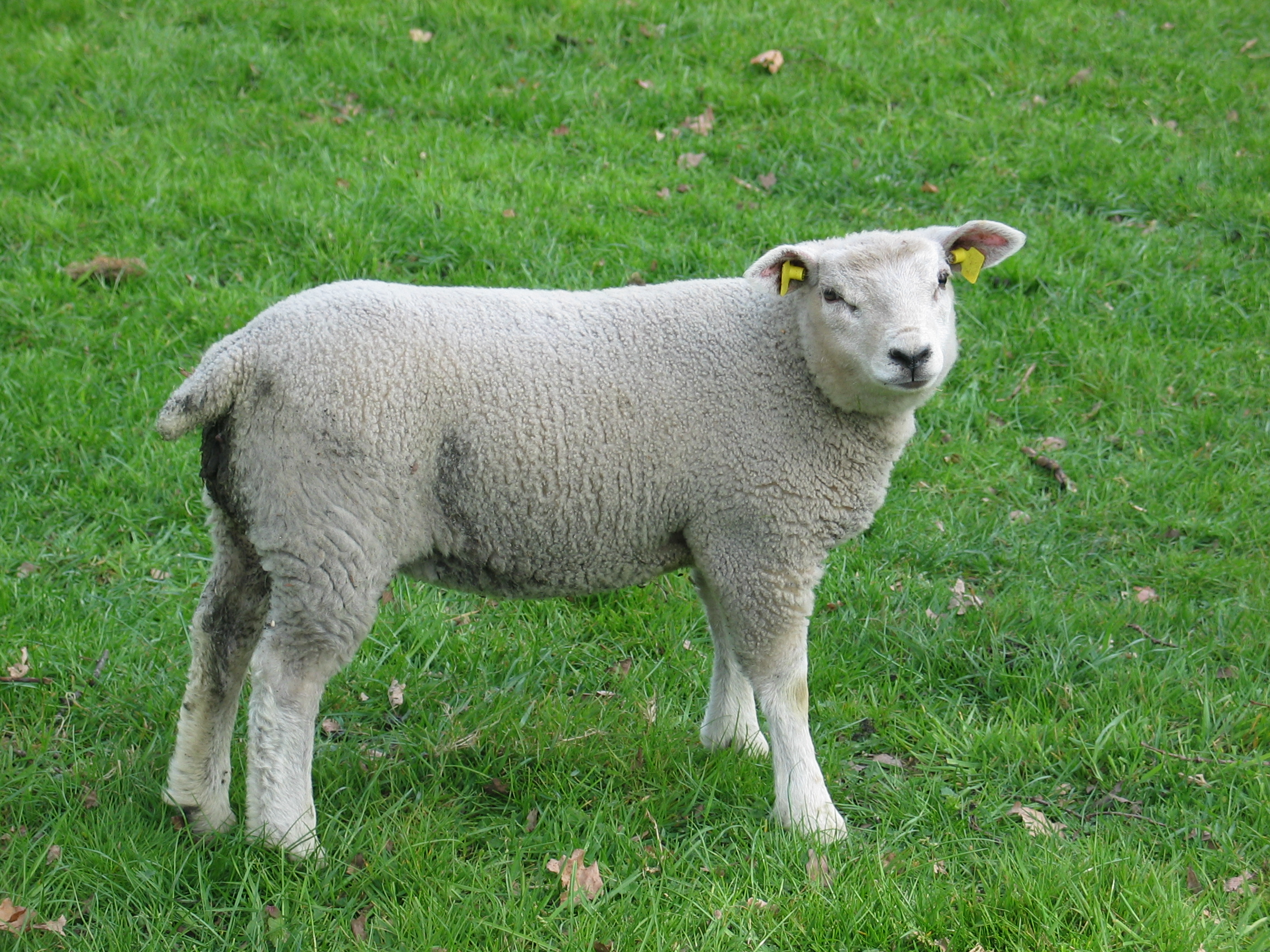
Agnello

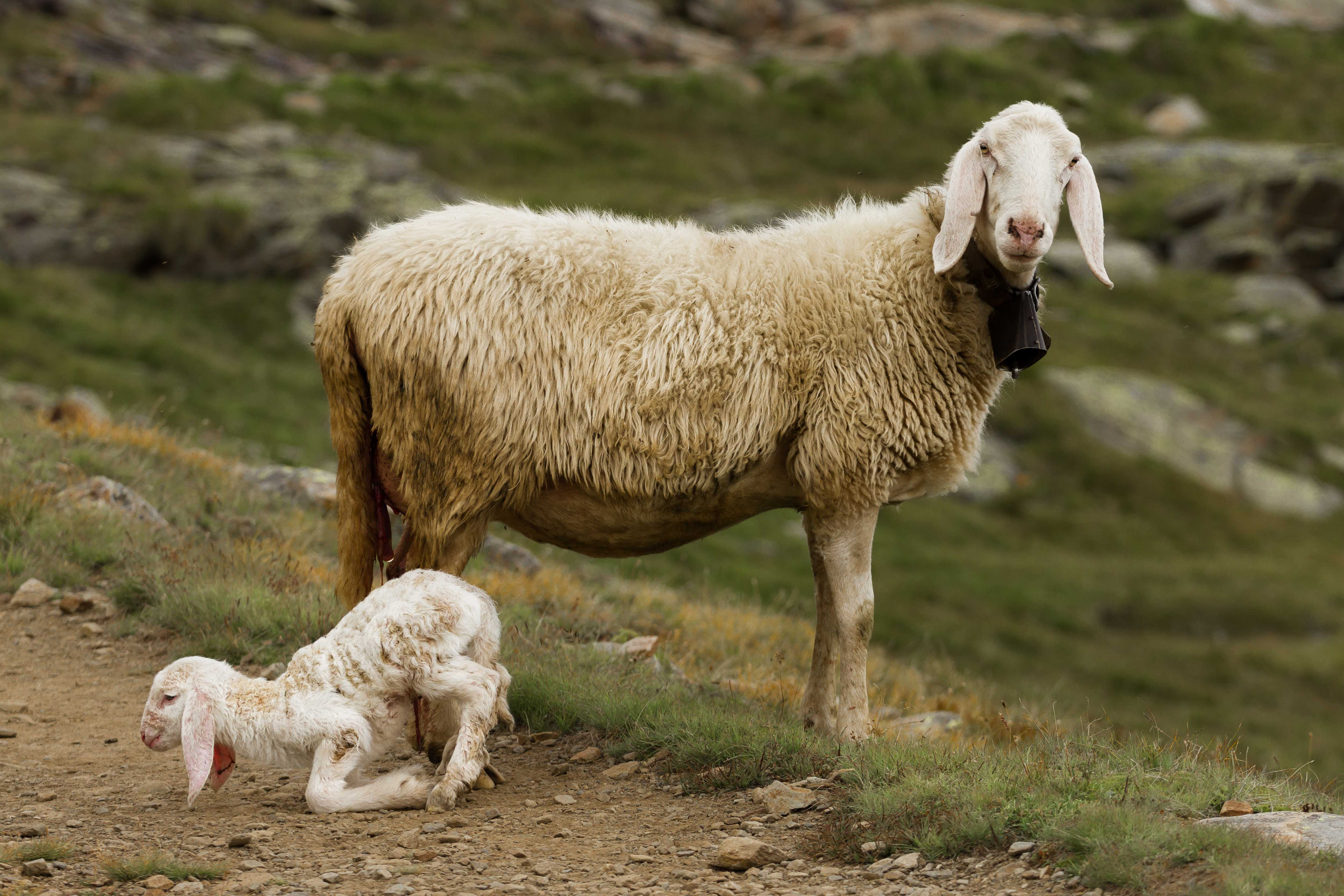
Agnello neonato con la madre

L'agnello è l'esemplare della pecora con meno di un anno d'età.
Nasce dopo un periodo di gestazione di circa cinque mesi, e dopo un parto che dura da una a tre ore. Di solito la pecora dà alla luce uno o due cuccioli per figliata.

## Simbologia
Nella storia dell'uomo, l'agnello ha assunto forti connotati simbolici e ha sempre rappresentato timidezza e mitezza. Nella religione cristiana viene spesso associato all'Agnus Dei ("Agnello di Dio") e all'agnello pasquale. Simbolo d'innocenza e di umiltà, è la vittima sacrificale del culto veterotestamentario e soprattutto del culto classico. Dalla narrazione biblica dell'agnello pasquale e della protezione concessa attraverso il suo sangue (Libro dell'Esodo 12 3; 29, 38 s.), si sviluppa il paragone del servo di Dio che soffre con un agnello che viene condotto al macello (libro di Isaia 53, 7), dell'indicazione di Gesù da parte di Giovanni Battista come dell'agnello di Dio che toglie i peccati del mondo (Vangelo di Giovanni 1, 29. 36; cfr. anche Prima lettera ai Corinzi 5, 7b) e della menzione a lui riferita e ripetuta più di trenta volte, dell'immacolato, immolato vincente agnello nell' Apocalisse di Giovanni. Troviamo Cristo riprodotto come agnello nell'arte cristiana già nelle catacombe. Nel Medioevo Giovanni Battista è riprodotto di frequente con l'agnello di Dio in braccio o con una riproduzione dello stesso su una grande lastra rotonda o su un libro.